# Эллен, Кэролайн Кэтрин
Кэ́ролайн Кэ́трин Э́ллен (англ. Caroline Kathryn Allen; 1904—1975) — американская учёная-ботаник, известная монографиями родов Halenia, Ocotea и Nectandra.

## Биография
Кэтрин Кэролайн Эллен родилась 7 апреля 1904 года в городке Полинг штата Нью-Йорк в семье Хауарда Эллена и Рут Ховард. Училась в женском Колледже Вассара в Покипси, в 1926 году окончила его со степенью бакалавра. После этого на протяжении полутора лет работала ассистентом Альфреда Редера в Дендрарии Арнольда. В 1928 году переехала в Сент-Луис, где под руководством Джесси Мора Гринмена училась в Ботаническом саду Миссури. В это же время Эллен посещала лекции в Университете Вашингтона. В 1929 году она получила степень магистра, в 1932 году защитила диссертацию доктора философии. До 1948 года она вновь работала ассистентом в Дендрарии Арнольда.
Между 1951 и 1958 Эллен работала с Бассетом Магуайром в Нью-Йоркском ботаническом саду. С 1959 по 1972 она получила серию грантов на путешествия для изучения мировой флоры лавровых.
В 1974 году в связи с прогрессировавшей болезнью Эллен ушла на пенсию и переехала в Чапел-Хилл. 6 апреля 1975 года она скончалась. Ни в одном из ботанических изданий на протяжении почти 20 лет не было особых упоминаний ни о смерти Эллен, ни о её весомом вкладе в ботаническую флористику и систематику.

## Некоторые научные работы
- Allen, C.K. Studies in the Lauraceae. VI. Preliminary surveys of the Mexican and Central American species (англ.) // Journal of the Arnold Arboretum : journal. — 1945. — Vol. 26. — P. 280—434.

## Виды растений, названные в честь К. К. Эллен
- Halenia alleniana Standl. ex Wilbur, 1984
- Litsea alleniana A.C.Sm., 1951